# Batalla de Sedán
La batalla de Sedán se libró durante la guerra franco-prusiana entre el 1 y el 2 de septiembre de 1870. El resultado fue la captura del emperador Napoleón III y más de cien mil soldados, y decidió efectivamente la guerra a favor de Prusia y sus aliados, aunque los combates continuaron bajo un nuevo gobierno francés (Tercera República Francesa).
El ejército francés de Châlons, compuesto por 130.000 hombres y comandado por el mariscal Patrice de Mac Mahon y acompañado por Napoleón III, intentaba levantar el asedio de Metz, pero fue alcanzado por el Cuarto Ejército prusiano y derrotado en la batalla de Beaumont el 30 de agosto. Al mando del mariscal de campo Helmuth von Moltke y acompañado por el rey Guillermo I de Prusia y el canciller prusiano Otto von Bismarck, el Cuarto Ejército y el Tercer Ejército prusiano rodearon al ejército de MacMahon en Sedán en una batalla de aniquilación. El mariscal MacMahon resultó herido durante los ataques y el mando pasó al general Auguste-Alexandre Ducrot, hasta que lo asumió el general Emmanuel Félix de Wimpffen.
El ejército francés de Châlons, bombardeado por todos los flancos por la artillería alemana y derrotado en todos sus intentos de ruptura, capituló el 2 de septiembre, pasando 104.000 hombres a manos de los alemanes junto con 558 cañones. Napoleón III fue hecho prisionero, mientras que el gobierno francés en París continuó la guerra y proclamó un Gobierno de Defensa Nacional el 4 de septiembre. Los ejércitos alemanes sitiaron París el 19 de septiembre.

## Acciones previas
El ejército francés de Châlons, cuyos efectivos ascendían a 120 000 soldados, liderados por el mariscal Patrice MacMahon y acompañado por el emperador Napoleón III, intentaba liberar Metz de su asedio, cuando fue interceptado por el Ejército del Mosa prusiano y derrotado en la batalla de Beaumont.
El ejército del Mosa y el III ejército prusiano, dirigidos por el mariscal de campo Helmuth von Moltke y acompañados por el rey de Prusia, Guillermo I y el canciller prusiano Otto von Bismarck, arrinconaron al ejército de MacMahon en Sedán, en una maniobra envolvente a gran escala. El propio MacMahon fue herido durante los ataques, y el mando pasó a manos del general Auguste Ducrot.
Tras la derrota del ejército del Rin, al mando del mariscal Aquiles Bazaine, en la batalla de Gravelotte, este fue obligado a retirarse a Metz, donde fue sitiado por 150 000 efectivos del Primer y Segundo ejércitos prusianos. El emperador Napoleón III, junto al mariscal Patrice MacMahon, reclutó al nuevo Ejército de Châlons para marchar sobre Metz y rescatar a Bazaine. Con el emperador dirigiendo personalmente al ejército y el mariscal MacMahon como ayudante, guiaron al Ejército de Chalôns en una marcha por el flanco izquierdo hacia la frontera belga, en un intento de evitar a los prusianos antes de atacar hacia el sur para reunirse con Bazaine.
Los prusianos, bajo el mando de von Moltke, aprovecharon esta maniobra para capturar a los franceses en una tenaza. Tras dejar al primer y segundo ejércitos prusianos asediando Metz, Moltke maniobró con el Tercer Ejército y el Ejército del Mosa hacia el norte, encontrándose con los franceses en Beaufort el 30 de agosto. Tras una dura batalla, en la que los franceses perdieron 5000 hombres y 40 cañones, McMahon se retiró hacia Sedán. Tras replegarse en la ciudad, el Ejército de Chalôns fue rápidamente aislado por los dos ejércitos prusianos que convergían hacia la zona.
Napoleón III ordenó a su ejército romper el cerco inmediatamente. Sustituyendo a MacMahon, herido el día anterior, el general Auguste Ducrot tomó el mando de las tropas francesas en el campo.

## Desarrollo

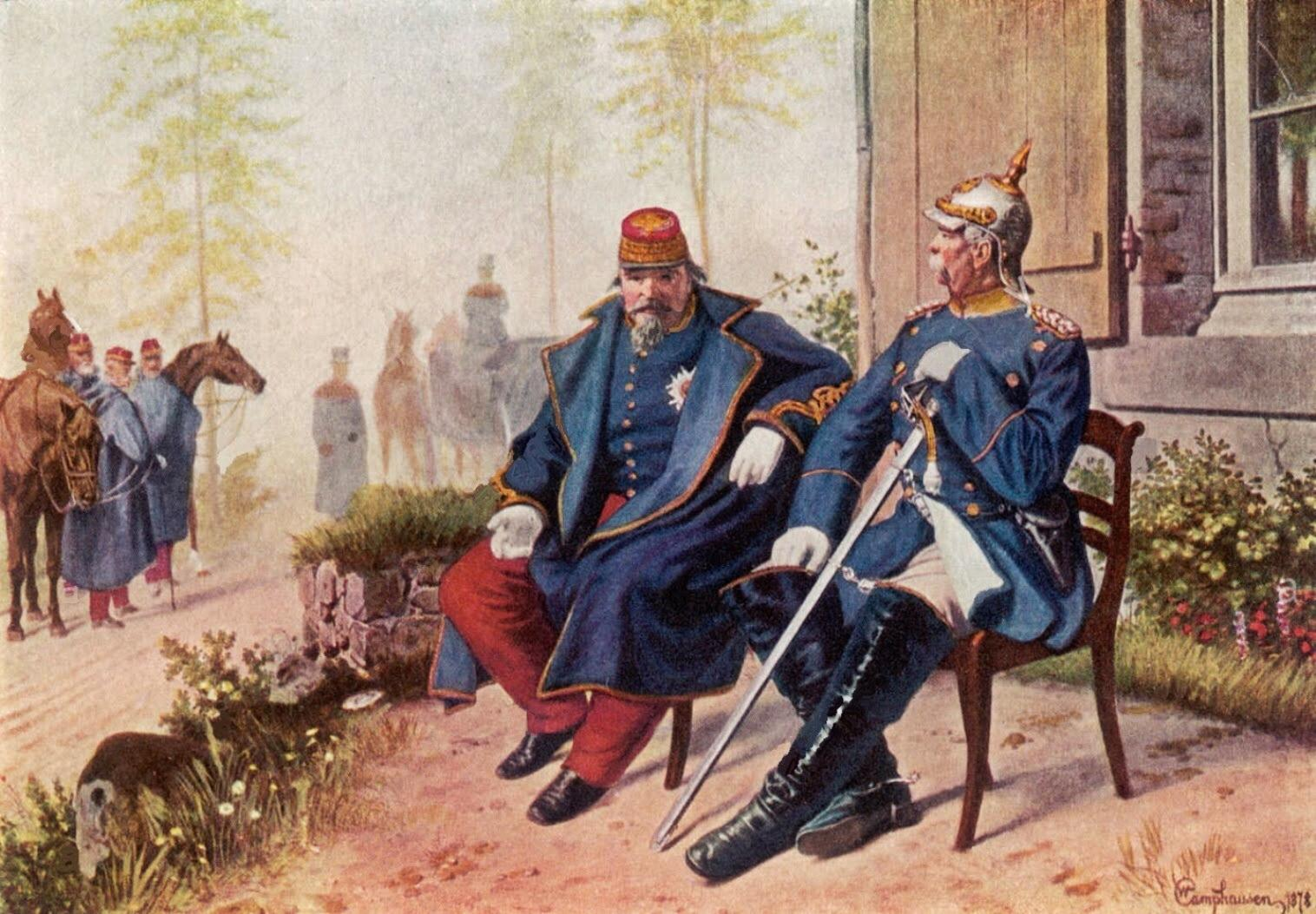
Otto von Bismarck (derecha) y Napoleón III tras la batalla de Sedán.

El 1 de septiembre de 1870 comenzó la batalla. El Ejército de Chalôns, con 202 batallones de infantería, 80 escuadrones de caballería y 564 cañones de artillería, atacó a los circundantes Tercer Ejército Prusiano y Ejército del Mosa, que comprendían 222 batallones de infantería, 186 escuadrones de caballería y 774 cañones. El general de Wimpffen, comandante del V Cuerpo Francés de reserva, esperaba poder lanzar un ataque combinado de infantería y caballería sobre el XI Cuerpo Prusiano. Sin embargo, hacia las 11:00 la artillería prusiana martilleaba las posiciones francesas mientras llegaban nuevos refuerzos germanos al campo de batalla. Tras un intenso bombardeo, cargas prusianas desde el este y noroeste, y ataques bávaros desde el suroeste, el Ejército de Chalôns fue repelido hacia Bois de la Garenne, donde capituló. La caballería francesa, comandada por el general Marguerite, lanzó tres ataques desesperados en la cercana aldea de Floing, donde se había concentrado el XI Cuerpo Prusiano. Marguerite cayó en combate liderando la primera de estas cargas, y las dos siguientes no tuvieron más fruto que importantes pérdidas para los franceses.
Al final de la jornada, ya sin esperanzas de romper el asedio, Napoleón III ordenó un alto el fuego: 17 000 franceses habían muerto o caído heridos, y otros 21 000 habían sido capturados. Las pérdidas prusianas ascendían a 2320 hombres muertos, 5980 heridos y 700 capturados o desaparecidos.
Al día siguiente, 2 de septiembre de 1870, Napoleón III ordenó izar bandera blanca y se rindió con todo el Ejército de Chalôns a Moltke y al rey prusiano.

## Consecuencias

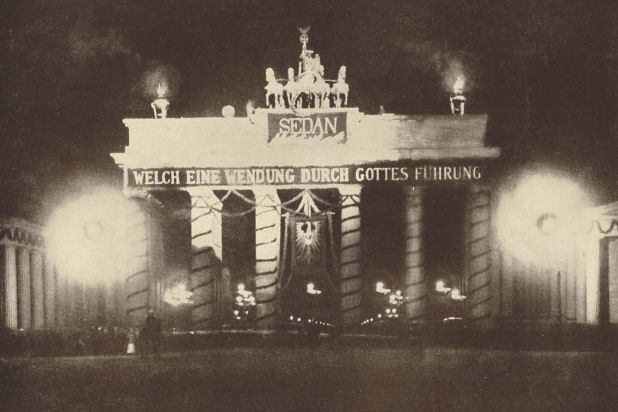
La Puerta de Brandeburgo en Berlín, decorada para celebrar la victoria de Sedán.

Fue una impresionante victoria para los prusianos, ya que no solo habían capturado a todo el ejército francés, sino también a su emperador. Dos días después de que estas noticias llegaran a París, el Segundo Imperio francés fue derrocado en una revolución pacífica, lo que llevó a la creación de una junta de defensa nacional y a la Tercera República Francesa.
La derrota de los franceses en Sedán y la captura de Napoleón III decidieron el resultado final de la guerra a favor de Prusia. Tras la caída del Segundo Imperio, Napoleón III fue liberado de la custodia prusiana y posteriormente se exilió en Gran Bretaña, mientras el Ejército del Mosa y el Tercer Ejército Prusiano avanzaban para asediar París, donde Guillermo I, en el Palacio de Versalles, fue proclamado Káiser del nuevo Imperio alemán.
En el ámbito territorial, la derrota francesa tendría una importancia vital en las Relaciones Alemania-Francia, pues supuso la cesión francesa de los territorios de Alsacia y de parte de Lorena, importante zona industrial. El resentimiento generado por la pérdida de estos territorios (revanchismo) serviría para alimentar el belicismo nacionalista que condujo a la Primera Guerra Mundial. Tras esta, y conforme al Tratado de Versalles (1919), Francia recuperó ambas, junto con una importante indemnización económica. Paradójicamente el imperio Alemán desapareció a consecuencia del tratado de Versalles en 1919 exactamente en el mismo lugar en el que fue proclamado en 1871: la sala de los espejos de Versalles.